# Пикенсвил (Алабама)
Пикенсвил (енгл. Pickensville) град је у америчкој савезној држави Алабама. По попису становништва из 2010. у њему је живело 608 становника.

## Демографија
Према попису становништва из 2010. у граду је живело 608 становника, што је 54 (8,2%) становника мање него 2000. године.
| Група             | 2000.       | 2010.       |
| Белци             | 234 (35,3%) | 220 (36,2%) |
| Афроамериканци    | 417 (63,0%) | 386 (63,5%) |
| Азијати           | 0 (0,0%)    | 0 (0,0%)    |
| Хиспаноамериканци | 0 (0,0%)    | 0 (0,0%)    |
| Укупно            | 662         | 608         |